# Eixample (distrito)

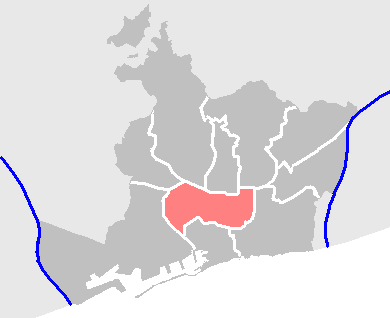
Localização do Distrito de Eixample em Barcelona.

O Distrito de Eixample (em espanhol Ensanche, em catalão l'Eixample) é o nome que recebe o segundo distrito da cidade de Barcelona, que ocupa a parte central da cidade, em uma ampla zona de 7.460 km² que foi desenhada por Ildefonso Cerdá.
Este distrito agrupa seis bairros: L'Antiga Esquerra de l'Eixample, la Nova Esquerra de l'Eixample, Dreta de l'Eixample, Fort Pienc, Sagrada Família e Sant Antoni. É o distrito mais povoado de Barcelona, tanto em termos absolutos (262.485 habitantes) como relativos (35.586 hab/km²). 
Neste distrito pode-se encontrar algumas das vias e praças mais conhecidas de Barcelona, como o Passeio de Gracia, La Rambla, a Praça da Catalunha, a Avenida Diagonal, a Rua Aragón (em espanhol Calle Aragón), a Grande Via das Cortes Catalanas, a Rua Balmes (ou Calle Balmes), a Ronda de Sant Antoni, Ronda de Sant Pere, o Passeio de Sant Joan, a Praça da Sagrada Família, a Praça Gaudí, e em seus extremos, a Praça das Glorias e a Praça Francesc Macià.
Encontram-se ainda os numerosos pontos de interesse turístico como o Templo Expiatório da Sagrada Família, a Casa Milà, a Casa Batlló, o Teatro Nacional da Catalunha, L'Auditori, a Praça de Touros Monumental, a Casa de Punxes, assim como numerosos cinemas, teatros, restaurantes, hoteis e outros lugares de ócio.